# Titularbistum Lagina
Lagina ist ein Titularbistum der römisch-katholischen Kirche. 
Es geht zurück auf einen untergegangenen Bischofssitz in der antiken Stadt Lagina in der kleinasiatischen Landschaft Pamphylien, er gehörte der Kirchenprovinz Perge an.
| Titularbischöfe von Lagina |                                                                  |                                    |              |              |
| Nr.                        | Name                                                             | Amt                                | von          | bis          |
| 1                          | León Angel Olano y Urteaga OFMCap (Miguel Angel Olano y Urteaga) | Apostolischer Vikar von Guam (USA) | 9. Juli 1934 | 21. Mai 1970 |